# Leucocarpeae
 Leucocarpeae, jedan od 5 biljnih tribusa iz porodice Phrymaceae. Sastoji se od 4 roda  Tipični je monogenerički rod Leucocarpus, rasprostranjen od Meksika na jug do Perua i Bolivije.

## Rodovi
1. Hemichaena Benth. (5 spp.)
2. Mimetanthe Greene (1 sp.)
3. Leucocarpus D.Don (1 sp.)
4. Erythranthe Spach (132 spp.)